# Mikhaïl Kossyrev-Nesterov
Pour les articles homonymes, voir Nesterov.
Mikhaïl Mikhaïlovitch Kossyrev-Nesterov (en russe : Михаи́л Миха́йлович Ко́сырев-Не́стеров, /mʲɪxɐˈil mʲɪˈxajləvʲɪt͡ɕ ˈkossɨrʲef ˈnʲesʲtʲɪˈrəf/), né le 21 novembre 1963 à Moscou (URSS), est un réalisateur, producteur, scénariste et acteur soviétique et russe.

## Biographie
Mikhaïl Kossyrev-Nesterov est diplômé de l'Institut national de la cinématographie Guerassimov en 1991. Son travail de fin d'étude — et premier court métrage — attire l'attention sur lui et lui permet de remporter le prix du « Meilleur film » et de la « Meilleure fantasy » à Montréal.
Il est principalement producteur de films documentaires qui remportent plusieurs prix lors de festivals internationaux. Il réalise plusieurs documentaires en Inde, dont Assam, la rivière du temps et Sikkim, le cœur de l'Himalaya, y compris sur toute la longueur Namaskaar, financé par le gouvernement indien.
Après une longue interruption de carrière, il scénarise, réalise et produit en 2008 le film Océan qui est le premier projet de film coproduit avec Cuba depuis un quart de siècle. Le film est présenté lors de plus de 25 festivals internationaux et remporte de nombreux prix.
En 2013, il dirige en Russie et en France Voyage vers la mère avec Adèle Exarchopoulos.

## Filmographie

### Réalisateur
- 2008 : Océan (Океан)
- 2014 : Voyage vers la mère (Поездка к матери)
- 2020 : Grand Cancan (Grand Канкан)

### Acteur
- 2012 : Fantom de N. Viktorov : Lewis, agent de sécurité interne de la CIA (téléfilm en 8 parties)